# Moritz Ellstätter

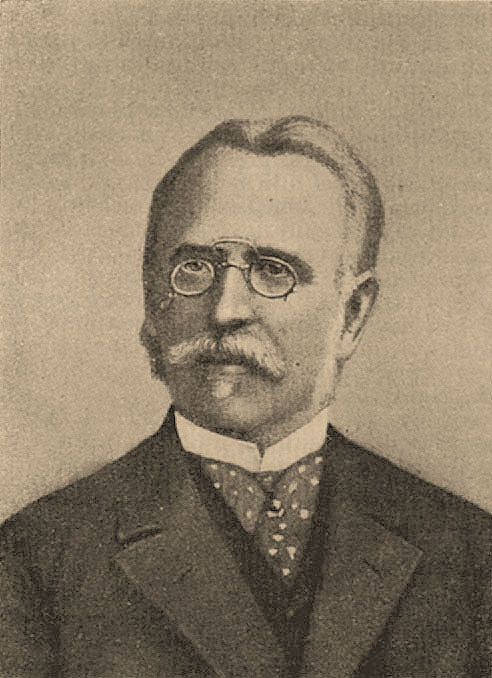
Moritz Ellstätter

Moritz Ellstätter (* 11. März 1827 in Karlsruhe; † 14. Juni 1905 ebenda) war ein badischer Minister.

## Leben
Ellstätter wurde als Sohn eines jüdischen Möbelhändlers geboren und besuchte das Karlsruher Lyzeum, studierte Rechtswissenschaften in Heidelberg und Bonn und lernte bei der Diskontobank in Berlin das Bankgeschäft. Während seines Studiums wurde er 1844 Mitglied der Alten Burschenschaft Allemannia Heidelberg. Seit 1845 gehörte er dem republikanisch gesinnten Neckarbund an. 1859 ließ er sich in Durlach als Rechtsanwalt nieder, trat 1864 in den Staatsdienst ein und wurde Rat am Kreis- und Hofgericht in Mannheim, 1866 von Karl Mathy als Rat in das Finanzministerium berufen, nach Mathys Tod 1868 dessen Nachfolger als Präsident des Finanzministeriums. Er war damit das erste und bis 1918 einzige jüdische Regierungsmitglied in Deutschland.
Ellstätter schuf zunächst eine Neuregelung der Grundsteuer, die er senken konnte. 1871 wurde er Mitglied des Bundesrats und Referent über die Münzgesetze und führte 1874 in Baden eine Quellensteuer auf Zinserträge ein. Ab 1886 galt eine allgemeine Einkommensteuer, wobei Ellstätter bestrebt war, die Lasten verstärkt auf die wachsende Wirtschaft und einkommensstärkere Personen zu verteilen, um den Arbeiterstand zu entlasten. 1886 erhielt er den Titel „Finanzminister“ (erst ab 1906 wurden die Ressortleiter gleichzeitig zu Ministern ernannt).